# 하야시다정
하야시다정(林田町)은 효고현 중서부, 이보군 동부에 존재했던 정이다.
1967년 3월 5일, 히메지시에 홉수합병되어 소멸하였다.